# Tad Williams
Pour les articles homonymes, voir Williams.
Œuvres principales
- L'Arcane des épées
- Autremonde

Robert Paul Williams, dit Tad Williams, né le 14 mars 1957 à San José en Californie, est un auteur américain de romans de science-fiction et de fantasy. Il est notamment l'auteur des cycles L'Arcane des épées et Autremonde.
Il eut une enfance sans histoire, puis est devenu chanteur et parolier d'un groupe rock, illustrateur et cartooniste, présentateur de radio et de télé, employé d'Apple et fondateur d'une compagnie de production de télé interactive. C'est à vingt-cinq ans qu'il commence à écrire La Ligue du Parchemin.
Il a écrit également La Guerre des fleurs qui se place dans une réalité parallèle où vivent créatures féeriques en tout genre.

## Œuvres

### UniversL'Arcane des épées

#### SérieL'Arcane des épées
1. (en) The Dragonbone Chair, 1988Ce roman a été découpé pour la traduction française en deux romans et présenté sous le titre de cycle La Ligue du parchemin
  1. Le Trône du dragon, Rivages, coll. « Fantasy », 1994, trad. Jacques Collin  (ISBN 2-86930-823-X)
  2. Le Roi de l'orage, Rivages, coll. « Fantasy », 1995, trad. Jacques Collin  (ISBN 2-86930-930-9)
2. (en) Stone of Farewell, 1990Ce roman a été découpé pour la traduction française en deux romans et présenté sous le titre de cycle La Route des rêves
  1.  La Maison de l'ancêtre, Rivages, coll. « Fantasy », 1996, trad. Jacques Collin  (ISBN 2-7436-0102-7)
  2. La Pierre de l'adieu, Rivages, coll. « Fantasy », 1997, trad. Jacques Collin  (ISBN 2-7436-0279-1)
3. (en) To Green Angel Tower, 1993Ce roman a été découpé pour la traduction française en quatre romans et présenté sous le titre de cycle La Citadelle assiégée
  1.  Le Livre du nécromant, Rivages, coll. « Fantasy », 1998, trad. Jacques Collin  (ISBN 2-7436-0408-5)
  2. Le Cri de Camaris, Rivages, coll. « Fantasy », 1999, trad. Jacques Collin  (ISBN 2-7436-0509-X)
  3. L'Ombre de la roue, Rivages, coll. « Fantasy », 1999, trad. Jacques Collin  (ISBN 2-7436-0562-6)
  4. La Tour de l'ange vert, Rivages, coll. « Fantasy », 2000, trad. Jacques Collin  (ISBN 2-7436-0663-0)

#### SérieThe Last King of Osten Ard
Préquelle (en) The Heart of What Was Lost, 2017
1. (en) The Witchwood Crown, 2017
2. (en) Empire of Grass, 2019
3. (en) Into the Narrowdark, 2022
4. (en) The Navigator’s Children, 2024

#### Romans indépendants
- (en) Brothers of the Wind, 2021

### SérieAutremonde
1. (en) City of Golden Shadow, 1996
  1. Autremonde, Payot, coll. « SF », 2000, trad. Éric Holweck  (ISBN 2-228-89307-2)
  2. L'Ombre de la cité d'or, Payot, coll. « SF », 2000, trad. Éric Holweck  (ISBN 2-228-89355-2)
2. (en) River of Blue Fire, 1998
  1.  Le Fleuve entre les mondes, Payot, coll. « SF », 2001, trad. Jean-Pierre Pugi  (ISBN 2-228-89398-6)
  2. Les Voiles d'illusion, Payot, coll. « SF », 2001, trad. Jean-Pierre Pugi  (ISBN 2-228-89495-8)
3. (en) Mountain of Black Glass, 1999
  1.  Les Exilés du rêve, Payot, coll. « SF », 2002, trad. Jean-Pierre Pugi  (ISBN 2-228-89629-2)
  2. La Montagne de l'éternité, Payot, coll. « SF », 2002, trad. Jean-Pierre Pugi  (ISBN 2-228-89664-0)
4. (en) Sea of Silver Light, 2001
  1.  Le Chant des spectres, Fleuve noir, coll. « Rendez-vous ailleurs », 2009, trad. Jean-Pierre Pugi  (ISBN 978-2-265-08769-9)
  2. Les Dieux de lumière, Fleuve noir, coll. « Rendez-vous ailleurs », 2010, trad. Jean-Pierre Pugi  (ISBN 978-2-265-08770-5)

### SérieLes Royaumes des marches
Seuls les deux premiers tomes de cette tétralogie ont été traduits en français, chacun ayant été découpé en deux volumes.
1. (en) Shadowmarch, 2004
  1. Château d'ombre - 1, Calmann-Lévy, 2007, trad. Jean-Pierre Pugi  (ISBN 978-2-7021-3792-5)
  2. Château d'ombre - 2, Calmann-Lévy, 2007, trad. Jean-Pierre Pugi  (ISBN 978-2-7021-3803-8)
2. (en) Shadowplay, 2007
  1.  Théâtre d'ombre - 1, Calmann-Lévy, 2008, trad. Jean-Pierre Pugi  (ISBN 978-2-7021-3882-3)
  2. Théâtre d'ombre - 2, Calmann-Lévy, 2008, trad. Jean-Pierre Pugi  (ISBN 978-2-7021-3891-5)
3. (en) Shadowrise, 2010
4. (en) Shadowheart, 2010

### SérieLa Ferme des dragons
Cette série de littérature de jeunesse est écrite conjointement avec sa femme Deborah Beale.
1. La Ferme des dragons, Pocket Jeunesse, 2013 ((en) The Dragons of Ordinary Farm, 2009), trad. Emmanuel Chastellière  (ISBN 978-2-266-19209-5)
2. La Ferme des dragons - Livre 2, Pocket Jeunesse, 2014 ((en) The Secrets of Ordinary Farm, 2011), trad. Emmanuel Chastellière  (ISBN 978-2-266-19210-1)

### SérieBobby Dollar
1. Ange impur, Fetjaine, 2013 ((en) The Dirty Streets of Heaven, 2012), trad. Michèle Zachayus  (ISBN 978-2-35425-526-8)
2. (en) Happy Hour in Hell, 2013
3. (en) Sleeping Late on Judgement Day, 2014

### Romans indépendants
- La Légende du noble chat Piste-Fouet, Flammarion, 1987 ((en) Tailchaser's Song, 1985), trad. Françoise Casaril  (ISBN 2-08-064897-7)
- La Nuit du Dai-Mon, Hachette Jeunesse, coll. « Verte aventure », 1995 ((en) Child of an Ancient City, 1992), trad. David Stryker  (ISBN 2-01-209377-9)Écrit avec Nina Kiriki Hoffman.
- Caliban, Terre de Brume, coll. « Poussière d'étoiles », 2007 ((en) Caliban's Hour, 1994), trad. Alexandra Maillard  (ISBN 978-2-84362-362-2)
- La Guerre des fleurs, Fleuve noir, coll. « Rendez-vous ailleurs », 2007 ((en) The War of the Flowers, 2002), trad. Cédric Perdereau  (ISBN 2-265-08196-5)